# Fluitconcert (Pulkkis)
Uljas Pulkkis componeerde zijn Concerto voor fluit en orkest in 2001.
Pulkkis is een componist van de jongste generatie (geboren 1975). Toch heeft hij een aantal werken gecomponeerd die vallen binnen de klassieke naamgeving. Naast dit fluitconert, heeft hij al een viool, klarinet- en hoornconcert geschreven.

In tegenstelling tot zijn vioolconcert Enchanted Garden, waar de solist geheel van het orkest opereert, is er in zijn fluitconcert sprake van de klassieke vorm. Fluit en orkest duelleren met elkaar of trekken samen met elkaar op. Naast natuurlijk de fluit is er een opvallende rol voor de hoorns weggelegd. Zowel in het begin- als in het einddeel hebben zij een behoorlijke lange staccatoreeks te bespelen, hetgeen de embouchure niet ten goede komt.

Bijzonderheid aan deel (2) is dat de fluit begeleid wordt door een aantal gongs, wat een zeer oosters karakter geeft. De fluit past in dit deel ook quartertones toe (tonen tussen bijvoorbeeld de C en de Cis in). 

De compositie is niet alleen opgedragen aan de soliste maar ook aan Bis Records AB, die de opdracht voor het schrijven van het concert heeft verleend (de soliste Bezaly staat onder contract bij Bis).
De première werd gegeven voor Bezaly begeleid door het Filharmonisch Orkest van Helsinki onder leiding van Niels Schwekendiek.

## Bron en discografie
- Fins informatiecentrum voor muziek
- Uitgave Bis Records; Stavanger Symfonie Orkest, o.l.v. Susanna Mällki, met soliste Bezaly;